# 10487 Денпітерсон
10487 Денпітерсон (10487 Danpeterson) — астероїд головного поясу, відкритий 14 квітня 1985 року.
Тіссеранів параметр щодо Юпітера — 3,441.